# Historia Żydów w Skarżysku-Kamiennej
Artykuł przedstawia dzieje Żydów w Skarżysku-Kamiennej od momentu ich osiedlenia na obszarze dzisiejszego miasta w XVIII w. do dokonanej przez Niemców Zagłady w okresie II wojny światowej.
Determinantą rozwoju społeczności żydowskiej w Kamiennej było powstanie w 1885 roku kolei Iwangorodzko-Dąbrowskiej. W kilka lat później zbudowano pierwszą synagogę i założono cmentarz. U progu II Rzeczypospolitej (1921) co piąty mieszkaniec osady był wyznawcą judaizmu, choć narodowość żydowską deklarowało jedynie 11,6% ogółu mieszkańców. Żydzi niemogący znaleźć zatrudnienia w szybko rozwijającym się przemyśle zbrojeniowym, czego przyczyną była tajemnica wojskowa, założyli wiele małych zakładów i zdominowali galanterię oraz rzemiosło. Na szczególną uwagę zasługują przede wszystkim: Mendel Feldman, dzierżawca zatrudniających ponad 430 pracowników zakładów odlewniczych, i jego spadkobiercy – właściciele Fabryki Naczyń Emaliowanych „Praca”, której załoga liczyła ok. 150 robotników. Po niemieckiej agresji na Polskę we wrześniu 1939 roku skarżyscy Żydzi zostali dotknięci przez okupantów prześladowaniami, uwidaczniającymi się w morderstwach, gwałtach i pracy przymusowej. W istniejącym w latach 1941–1942 getcie mieszkało ok. 3 tys. Żydów, którzy w momencie jego likwidacji zostali rozstrzelani na miejscu bądź wywiezieni do obozu zagłady w Treblince. Osobnym symbolem niemieckiej eksterminacji stał się obóz pracy przymusowej przy fabryce HASAG, do którego zwieziono nie tylko Żydów skarżyskich, ale również tych, którzy przebywali w pozostałych ośrodkach dystryktu radomskiego i obozach koncentracyjnych. Według ocen historyków przez obóz przeszło od 25 tys. do 30 tys. osób, natomiast śmierć poniosło 18–23 tys. więźniów. Za pomoc represjonowanym Żydom niektórzy Polacy zapłacili śmiercią.

## Okres do 1918 roku
Pierwsi Żydzi nad rzeką Kamienną, na terenie obecnego miasta Skarżyska-Kamiennej osiedlili się w XVIII w. Według spisu ludności diecezji krakowskiej z 1787 w osadzie Kamienna mieszkały 174 osoby, w tym 12 pochodzenia żydowskiego (6,9%). Rejów liczył z kolei 114 mieszkańców, z których sześciu było Żydami (5,3%). Najmniej osób pochodzenia żydowskiego, bo zaledwie cztery (1,75%), zamieszkiwało w ostatnich latach I Rzeczypospolitej największą osadę analizowanego obszaru – Skarżysko Książęce (łącznie 228 mieszkańców). Większy napływ Żydów nastąpił dopiero po 1885, kiedy osada Kamienna stała się istotnym węzłem kolejowym Kolei Iwangorodzko-Dąbrowskiej. W 1891 wybudowano pierwszą synagogę, mykwę i cheder, a na przełomie XIX i XX w. powstał kirkut. W 1911 utworzono w Kamiennej okręg bożniczy, którego pierwszym rabinem został Szmul Leo Gelblum. Dwa lata wcześniej – w 1909 roku – nieczynne Zakłady Żelazne i Stalowe „Skarżysko” w Kamiennej wydzierżawił Mendel Feldman, rozpoczynając produkcję. W pierwszej połowie 1914 roku wynosiła ona 90 tys. pudów (tj. ok. 1,49 tys. t); zatrudnionych było 200 robotników.
W 1915 roku mieszkający w osadzie Żydzi wybudowali synagogę z cegły i kamienia. Obok dużej sali modlitw mieścił się w niej przedsionek z użytkowym poddaszem. Za religijną posługę odpowiadał rabin Szmul Leo Gelblum. W okresie I wojny światowej trudna sytuacja ekonomiczna, za którą odpowiadała austriacka administracja okupacyjna, doprowadziła do utworzenia przez Polaków Komitetu Ratunkowego, który zajmował się przede wszystkim zbieraniem żywności. W jego składzie znalazł się Żyd Feldman, któremu nie udało się jednak doprowadzić do uchwalenia żadnej uchwały korzystnej dla ludności żydowskiej. Lokalnej gminie żydowskiej sugerowano założenie własnego komitetu.

## II Rzeczpospolita (1918–1939)

### Ludność
W okresie II Rzeczypospolitej sytuacja pod względem składu narodowościowego miasta była specyficzna. W ośrodkach miejskich województwa kieleckiego często dominowali Żydzi. Inaczej było w Skarżysku-Kamiennej, gdzie według spisu powszechnego z 1921 roku wyznawcy judaizmu stanowili 19,5% ogółu mieszkańców (1590 z 8163 osób), ale swoją narodowość jako żydowską określiło jedynie 946 osób (11,6%). W 1937 roku wyznawców judaizmu było 2,8 tys. osób, czyli 14,2% (ludność miasta – 19,7 tys.).
W latach 30. ideę emigracji do Palestyny na gruncie skarżyskim głosiła Organizacja Syjonistów-Rewizjonistów. Zwolennicy myśli Włodzimierza Żabotyńskiego organizowali w mieście pochody, odczyty i zebrania, w których uczestniczyła znaczna część żydowskiej społeczności. Nie da się jednak oszacować liczby przypadków emigracji skarżyskich Żydów do Palestyny, niemniej dotyczyła ona głównie ludzi starszych.

### Przemysł, usługi i handel
Choć wielu Żydów liczyło na znalezienie pracy w rozwijającym się w mieście przemyśle zbrojeniowym, to okazało się, że nie są oni z chęcią zatrudniani w tego typu przedsiębiorstwach ze względu na tajemnicę wojskową. Organizowane przez Żydowskie Towarzystwo Szerzenia Pracy Zawodowej kursy mechaników, frezerów i tokarzy okazały się więc mało przydatne. Z inicjatywy żydowskiej powstało za to wiele małych zakładów. Żydzi prowadzili m.in. młyny, tartaki, odlewnie żelaza, fabryki pilników, gwoździ, osełek, dachówek i farb. Wyłącznie w gestii handlarzy żydowskich pozostawała galanteria. Żydzi dominowali również w rzemiośle, posiadając zakłady szewskie, pończosznicze i krawieckie.
Skarżyscy Żydzi prowadzili następujące przedsiębiorstwa i zajmowali się następującymi gałęziami handlu:
- fabryka beczek – N. Rosenbaum;
- zakłady blacharskie – J. Foldberg i A. Herszenfus;
- tartaki – L. Berkowicz oraz spółka Rojzner i Landau;
- wytwarzanie bławatów – U. Eljasiewicz, Ch. Feldman, H. Feldman, Ch. Hapern, R. Lewin, L. Runinsztajn, S. Szarit, M. Tropre, J. Urbach;
- handel drewnem – A. Pfeffer, M. Tenenbaum, M. Złoto, M. Zylberman;
- handel bydłem – J. Bojmsztaj, Sz. Cukier, Ch. Rubinsztein, H. Szyfman;
- handel wyrobami żelaznymi – M. Bitter, N. Kochen, F. Szafirsztajn.

Do Skarbu Państwa należały dzierżawione przez Mendla Feldmana: Fabryka Odlewów Żelaza, w której zatrudnionych było 242 pracowników, oraz Odlewnia Żelaza i Emaliernia „Nowy Bzin” ze 192 pracownikami. W 1924 roku Feldman został pozbawiony dzierżawy, co doprowadziło do upadku „Nowego Bzina”. Spadkobiercy przedsiębiorcy uruchomili w 1935 roku Fabrykę Naczyń Emaliowanych „Praca”. Początkowo pracowało w niej ok. 150 osób, a funkcję dyrektora zakładu pełnił Jankiel Bryks. Na krótko przed wybuchem wojny, w maju 1939 roku fabryka ucierpiała w wyniku powodzi. Woda zniszczyła piece i urządzenia fabryczne, co spowodowało, że osoby zatrudnione w zakładzie straciły pracę.
W 1930 roku w Skarżysku-Kamiennej zarejestrowane były cechy: Żydowski Cech Budowlany i Żydowski Cech Przemysłu Skórzanego. Ten drugi został rozwiązany w 1938, a przyczynił się do tego kryzys. W sporządzonym w tym samym roku spisie rzemieślników, na 69 nazwisk kilkanaście wskazuje na pochodzenie żydowskie. Nazwiska żydowskie przeważają za to w wykazie sklepów spożywczych z 1930. Do Żydów należały przede wszystkim małe sklepiki, które funkcjonowały w systemie handlu łańcuszkowego. Polegał on na tym, że na jednym towarze zarabiało kilku pośredników.

### Gmina żydowska
Choć do 1934 roku w Skarżysku-Kamiennej gmina żydowska formalnie nie istniała, to już w 1924 przeprowadzono ogłoszone przez Ministerstwo Wyznań Religijnych i Oświecenia Publicznego wybory, które wyłoniły zarząd. Rok później gmina powiadomiła starostwo koneckie o zakończeniu remontu łaźni i uporządkowania kirkutu, dzięki czemu przeznaczono 1 tys. zł na podwyższenie pensji rabina. W 1926 roku zmarł rabin Szmul Leo Gelblum. Wyznaczone na 8 sierpnia wybory, w których głosowało 247 osób (94,5%), wygrał Moszek Morgensztern. Legalność wyboru szybko jednak podważono, uważając, że doszło do korupcji. Choć Mordka Dawid Perl złożył w tej sprawie zażalenie do Najwyższego Trybunału Administracyjnego, to nowego rabina poparł m.in. Związek Rabinów Rzeczypospolitej i ostatecznie Morgensztern został zatwierdzony.
W 1931 roku składkę gminną zobowiązane były płacić 153 rodziny. Źródło to zapewnić miało 1930 zł, stanowiących 7,2% przychodów. Większość dochodów zapewniała jednak rzeź bydła – 17,5 tys. zł (tj. 65,1% z budżetu wynoszącego 26,9 tys. zł). Po stronie wydatków planowano m.in. przeznaczyć 1000 zł na szkoły, a ponad 10 tys. zł na zakup placu pod budowę nowej synagogi. Gmina wsparła nadto kwotą 300 zł biedne dzieci uczące się w Talmud Torze. W 1933 roku wpływy gminy wyniosły niecałe 27 tys. zł, choć szacowano je na ponad 38,5 tys. zł. Wówczas składka, którą objętych było 245 rodzin, wynosiła od 2 do 300 zł. W tym roku na czele zarządu stał przewodniczący Ajzenberg, w 1934 zaś Chil Wajnberg. Dla potrzeb gminy prowadzono rocznie ubój 1,2 tys. krów, 1560 cieląt, 2,4 tys. gęsi i 7 tys. sztuk drobiu.
W latach 30. podjęto decyzję o remoncie pozostającej w nie najlepszym stanie synagogi oraz budowie nowej przy ul. Fabrycznej. Wzniesiony z cegły budynek uroczyście otwarto 19 grudnia 1935. Ciągle remontowana mykwa pozostawała w stanie ruiny i nie nadawała się do użytku. W 1934 roku przy cmentarzu żydowskim postawiono ogrodzenie oraz wybudowano dom dla dozorcy.

### Aktywność polityczna
Według oceny starosty koneckiego z początku lat 20. wśród żydowskich robotników przeważały wpływy Bundu. Być może w osadzie istniała komórka tej partii, bowiem w trakcie wyborów parlamentarnych w 1922 jej aktywiści wyraźnie zaznaczyli swoją obecność. W latach 30. istniała z kolei na terenie miasta ortodoksyjna partia Agudat Israel oraz partie syjonistyczne – Mizrachi i Organizacja Syjonistów-Rewizjonistów. Tadeusz Wojewoda sugeruje, że wpływy tej ostatniej były w pierwszej połowie lat 30. bardzo znaczące. Warto podkreślić, że choć wśród skarżyskich organizacji komunistycznych „mieliśmy do czynienia z procentową nadreprezentacją osób narodowości żydowskiej”, to kilkunastu Żydów komunistów „stanowiło nikły promil ogółu skarżyskiej społeczności żydowskiej”.
W pierwszych wyborach samorządowych głosy żydowskie (370) otrzymały mniej więcej po połowie listy ortodoksów i syjonistów. W wyborach parlamentarnych z 1928 roku 367 głosów żydowskich zostało rozbitych na cztery listy. Realne, choć jednocześnie bardzo niskie poparcie miały Blok Mniejszości Narodowych i Ogólnożydowski Narodowy Blok Wyborczy. Dwa lata później kandydaci Żydów znajdowali się na czterech listach – Bloku Obrony Praw Narodowości Żydowskiej, Poalej Syjon, Bundu oraz Ogólnożydowskiego Narodowego Bloku Gospodarczego. Spośród nich najwięcej głosów uzyskała ta ostatnia lista (224).

### Stosunki polsko-żydowskie
W latach 20. stosunki polsko-żydowskie w mieście były poprawne. Zdarzały się jednak indywidualne konflikty i wzajemna nieufność. Tadeusz Wojewoda jako przykład podaje notatki zamieszczane w 1925 w „Głosie Kamiennej” – piśmie, którego autorzy sympatyzowali z ideą narodową. Dla jego redaktora (zapewne Jana Bargiela) godnym aprobaty było przyjęcie chrztu przez Żydówkę, co stanowiło wstęp do ślubu z Polakiem. Wywoływało to kontrakcje środowiska żydowskiego. Nadto w jednym z numerów gazety ukazał się artykuł, którego autor przestrzegał przed popieraniem wyrobów żydowskich, określając takie działanie mianem „zbrodni”. W tym samym roku zorganizowany w mieście odczyt prelegentki Towarzystwa „Rozwój” pt. Rola kobiety w odżydzaniu Polski został okraszony hucznymi oklaskami.
W grudniu 1935 roku, z okazji otwarcia nowej synagogi, środowisko żydowskie miasta wystosowało depesze hołdownicze do marszałka Edwarda Rydza-Śmigłego i premiera Mariana Zyndrama-Kościałkowskiego. Tego typu gesty nie zapobiegły jednak zaostrzeniu w latach 30. relacji polsko-żydowskich, czego wyrazem było pojawienie się w mieście ulotek i plakatów antyżydowskich oraz przypadki pobić Żydów. 20 lutego 1939, w trakcie zebrania zorganizowanego przez skarżyski oddział Obozu Zjednoczenia Narodowego, prelegent zachęcał do bojkotu żydowskich sklepów.

## Holokaust (1939–1944)

### Prześladowania
Brak jest dokładnych danych mówiących o liczbie Żydów zamieszkałych w Skarżysku-Kamiennej w momencie wybuchu wojny, 1 września 1939 roku. Dominujące w literaturze szacunki wskazują na 2,8 tys. osób narodowości żydowskiej. Społeczność ta już w pierwszych dniach niemieckiej agresji została dotknięta represjami ze strony żołnierzy Wehrmachtu, którzy bili Żydów, ortodoksom obcinali brody i pejsy, a Żydówki gwałcili. Reprezentantem wobec niemieckich okupantów została Żydowska Rada Starszych. Zapewne na początku 1940 roku skarżyski rabin Hirsz Feldman nawiązał kontakt z przedstawicielami Amerykańskiego Zjednoczonego Komitetu Rozdzielczego, co pozwoliło otworzyć kuchnię ludową, która wydawała codziennie ok. 600 tanich i bezpłatnych obiadów. Część pracy charytatywnej przejęła później najprawdopodobniej skarżyska delegatura powstałego w październiku 1940 roku w Kielcach komitetu powiatowego Żydowskiej Samopomocy Społecznej.
Skarżyscy Żydzi zostali zmuszeni przez Niemców do obowiązkowej bezpłatnej pracy. Początkowo ludność żydowska odgruzowywała zniszczone miasto, likwidowała leje powstałe po bombardowaniach, zamiatała ulice i place oraz rozbrajała niewybuchy. W trakcie zimy roku 1940 komanda żydowskich robotników usuwały śnieg z ulic i trasy łączącej Radom z Kielcami. Wśród ok. 10 tys. Żydów z dystryktu radomskiego wywiezionych wiosną 1940 roku przez Niemców do obozów na Lubelszczyźnie znajdowali się również mieszkańcy Skarżyska-Kamiennej, którzy uczestniczyli w budowie dróg oraz przy robotach ziemnych w pobliżu Annopola. W celu pomocy poszkodowanym skarżyski Judenrat stworzył ambulatoriom, którego pracownicy w sierpniu 1940 roku pomogli blisko 200 osobom, a nadto odbyli podobną ilość wizyt domowych.
Po agresji niemieckiej na Polskę w mieście nie doszło do radykalnego wzrostu ludności żydowskiej. Choć w marcu 1941 roku do Skarżyska-Kamiennej skierowano transport Żydów z rejencji ciechanowskiej, to Niemcy nakazali przybyszom osiedlenie się gdzie indziej. Wiadomo, że niektóre z tych osób zdecydowały się pozostać jednak w mieście. W maju 1941 utworzono w Skarżysku-Kamiennej getto, które obejmowało ulice: 3 Maja, Limanowskiego, Podjazdową, Fabryczną i Wspólną. Na początku października 1942 roku, w momencie jego likwidacji, mieszkało w nim ok. 3 tys. osób. Część z nich rozstrzelano na miejscu, 500 osób przetransportowano do obozu pracy przymusowej przy fabryce HASAG, a pozostałych deportowano do obozu zagłady w Treblince i zamordowano.

### Obóz pracy przymusowej

#### Powstanie i rozwój
W przejętej przez niemiecką firmę HASAG Państwowej Fabryce Amunicji okupanci stworzyli obóz pracy przymusowej. Choć źródła potwierdzają przeprowadzenie doń 38 transportów z 17,2 tys. robotnikami, to historycy przyjmują, że jest to fragment większej całości i że przez obóz przeszło od 25 do 30 tys. osób, natomiast zamordowanych zostało 18–23 tys. więźniów.
Żydów zaczęto zatrudniać w skarżyskiej fabryce w połowie 1941 roku. Pochodzili oni z miasta, Suchedniowa i pobliskich wsi. Wykonywana przez nich praca – rozbudowa zakładów, budowa dróg i rozładunek wagonów – miała charakter przymusowy, lecz niewymagający mieszkania w fabryce. Ludność żydowską zakwaterowano w zakładzie, dopiero gdy zastąpili oni polskich robotników wywiezionych do Lipska i Altenbergu. Początkowo w budynku stłoczono ok. 2 tys. osób. Żydów z likwidowanych gett dystryktu radomskiego zaczęto kierować do skarżyskiego obozu późnym latem i jesienią 1942. W drugiej połowie tego roku do Skarżyska-Kamiennej zostało skierowanych ok. 5 tys. osób, w większości młodych mężczyzn, a także grupa kobiet. Następstwem nadludzkiej pracy, chorób i nędznych warunków życia była wysoka śmiertelność więźniów w 1943. Umierających Żydów zastępowano robotnikami przywożonymi z obozów koncentracyjnych. Transporty z Plaszowa i Majdanka trwały do wiosny 1944 roku. Więźniem skarżyskiego obozu był m.in. Jakub Goldberg, który przeżył Holocaust.

#### Praca i represje. Likwidacja obozu
Obóz składał się z podobozów, rozmieszczonych przy Werkach. Żydowscy więźniowie Werku A pracowali na jednym z czterech wydziałów fabryki: pociskowni, tzw. karabinówce, wytwórni automatów i narzędziowni. Produkcja odbywała się bez przerwy w 12-godzinnym trybie dwuzmianowym. W Werku B wytwarzano m.in. amunicję do działek przeciwlotniczych i amunicję ślepą do broni strzeleckiej. Wydziałem tym zarządzał Walter Glaue, który współpracował z grupą sadystów. Szczególnym okrucieństwem wyróżniał się wśród nich Georg Hering, do którego zadań należało nadzorowanie specjalnego pomieszczenia do bicia więźniów, w którym znajdowały się pałki, kije i pejcze. Najcięższym pod względów warunków pracy w obozie był Werk C, gdzie robotnicy zmuszani byli do wypełniania trotylem i kwasem pikrynowym skorup pocisków i min. Więźniowie pracowali bez jakichkolwiek zabezpieczeń, wdychając trujące opary i mając kontakt z pyłami, które przeżerały oczy i płuca. Śmiertelność zatrudnionych w Werku C pracowników szacuje się na 25 osób tygodniowo, choć często była ona wyższa.
Latem 1944 roku, gdy front wschodni dotarł do linii Wisły, Niemcy zadecydowali o ewakuacji skarżyskiej fabryki. Objęła ona nie tylko maszyny i urządzenia, ale również żydowskich robotników. Najpierw zostali oni poddani selekcji, której celem było wyeliminowanie osób nieprzydatnych nazistom. Zamordowano wówczas na miejscu ok. 500 więźniów, natomiast z pozostałych sformowano trzy grupy. Pierwszą skierowano koleją do zakładu HASAG w Częstochowie, drugą – składającą się wyłącznie z kobiet – wysłano do obozu przy fabryce w Lipsku. Trzecim transportem przewieziono żydowskich mężczyzn do obozu koncentracyjnego Buchenwald.

#### Polska pomoc
Przebywającym w obozie Żydom pomocy udzielali Polacy. Robotnik Tadeusz Nowak wiosną 1943 roku został aresztowany przez Niemców za przekazywanie osadzonej ludności żydowskiej korespondencji lub żywności. Skazany został na karę śmierci, którą wykonano poprzez publiczne powieszenie na terenie zakładu w obecności przebywających tam pracowników. Żydowskich robotników wspierał również pracujący w zakładowej kuchni Karol Łukomski, który został za to zamordowany. Józef Jarosz był z kolei organizatorem liczącej kilkanaście osób grupy Polaków, która niosła pomoc represjonowanym Żydom. Po wojnie otrzymał tytuł Sprawiedliwego wśród Narodów Świata.

## Upamiętnienie
W latach 60. przy Technicznych Zakładach Naukowych w Skarżysku-Kamiennej ustawiono pomnik, który upamiętnia osoby zamordowane w obozie pracy przymusowej. Zwrócono uwagę, że zamieszczona na nim tablica nie informowała o narodowości ofiar, którymi byli Żydzi. Przez wiele lat na pomniku widniała również zaniżona liczba ofiar – 3,5 tys. Poprawiono ją – na 35 tys. (inaczej niż oceniają historycy) – po publikacji na ten temat w dzienniku „Echo Dnia”. W 2014 roku podjęto decyzję o zmianie inskrypcji, aby zaznaczyć, że ofiarami byli Żydzi.
W 1987 przy ul. 1 Maja, z inicjatywy Komitetu Żydów Urodzonych w Skarżysku, odsłonięto tablicę poświęconą pamięci skarżyskiej społeczności żydowskiej, wymordowanej w okresie okupacji. 4 czerwca 1991 roku zespół synagogi przy ul. Fabrycznej, w którego skład wchodziły również mykwa i mieszkanie rabina, został wpisany do rejestru zabytków z numerem 1114, skąd został wykreślony po 14 latach, w drugiej połowie 2005. We wrześniu 2006, z polecenia władz miejskich, ruiny synagogi zostały rozebrane. Teren cmentarza żydowskiego przy ul. Łyżwy, na którym zachowało się kilkanaście nagrobków mających czytelne napisy i dekoracje, jest uporządkowany.